# 김홍수 (배우)
김홍수(1962년 12월 23일 ~ )는 대한민국의 배우 겸 연극인인데, 1984년 연극배우로 처음 데뷔하였다.

## 경력
- 한국연극배우협회 회원

## 출연
드라마
- 1989년 MBC 《수사반장》
- 1995년 MBC 《제4공화국》
- 1995년 SBS 《코리아게이트》 - 정승화 부관 역
- 1998년 KBS 2TV 《야망의 전설》
- 1999년 MBC 《허준》 - 배상천 역
- 2000년 KBS 2TV 《천둥소리》
- 2000년 KBS 1TV 《태조 왕건》 - 고려 부장, 승려 역
- 2000년 SBS 《덕이》 - 미상 역
- 2001년 KBS 2TV 《푸른 안개》 - 공인 중개사 역
- 2001년 KBS 2TV 《명성황후》 - 민겸호의 집사 역
- 2001년 MBC 《상도》
- 2001년 SBS 《화려한 시절》
- 2002년 KBS 1TV 《제국의 아침》 - 이세민 역
- 2002년 KBS 2TV 《태양인 이제마》 - 이천수 역
- 2002년 MBC 《고백》
- 2002년 SBS 《야인시대》 - 종로 경찰서 사법계 형사 역
- 2002년 KBS 2TV 《장희빈》 - 이징명, 함이완 역
- 2003년 SBS 《올인》
- 2003년 KBS 1TV 《무인시대》 - 이고의 집사 역
- 2003년 MBC 《다모》
- 2003년 MBC 《대장금》
- 2004년 SBS 《장길산》
- 2004년~2005년 MBC 《왕꽃 선녀님》 - 부인을 폭행하려는 남편 역
- 2004년 MBC 《영웅시대》
- 2004년 KBS 1TV 《불멸의 이순신》
- 2004년 KBS 2TV 《두번째 프러포즈》
- 2004년 KBS 2TV 《해신》
- 2005년 KBS 2TV 《쾌걸춘향》 - 무속인 역
- 2005년 MBC 《제5공화국》
- 2005년 KBS 2TV 《부활》 - 김 사장 역
- 2005년 SBS 《돌아온 싱글》
- 2005년 SBS 《서동요》
- 2006년 MBC 《주몽》
- 2006년 SBS 《불량가족》 - 시장 상인 역
- 2006년 SBS 《연개소문》
- 2006년 KBS 1TV 《대조영》
- 2006년 KBS 2TV 《황진이》
- 2006년 MBC 《환상의 커플》 - 건설회사 간부 역
- 2007년 SBS 《외과의사 봉달희》 - 이형도 역
- 2007년 KBS 2TV 《경성스캔들》
- 2007년 KBS 2TV 《한성별곡》 - 양만오의 아버지 역
- 2007년 SBS 《강남엄마 따라잡기》 - 공인 중개사 역
- 2007년 MBC 《이산》
- 2007년 MBC 《뉴하트》 - 한수진의 아버지 역
- 2008년 KBS 2TV 《쾌도 홍길동》
- 2008년 MBC 《에덴의 동쪽》
- 2008년 SBS 《신의 저울》 - 중국집 사장 역
- 2008년~ 2009년 SBS 《가문의 영광》 - 이강석의 회사 간부 역
- 2008년 SBS 《바람의 화원》
- 2009년 MBC 《돌아온 일지매》
- 2009년 MBC 《선덕여왕》
- 2009년 KBS 2TV 《파트너》
- 2010년 SBS 《제중원》
- 2010년 MBC 《파스타》 - 서종구와 친한 남자 역
- 2010년 KBS 1TV 《거상 김만덕》
- 2010년 MBC 《동이》
- 2010년 SBS 《자이언트》 - 중원건설 간부 역
- 2010년 KBS 2TV 《제빵왕 김탁구》
- 2010년 KBS 1TV  《웃어라 동해야》
- 2011년 MBC 《반짝반짝 빛나는》 - 택시기사 역
- 2011년 SBS 《49일》 - 서 공장장 역
- 2011년 MBC 《최고의 사랑》 - 인부 역
- 2011년 SBS 《시티헌터》 - 국회의원 역
- 2011년 MBC 《계백》
- 2011년 MBC 《빛과 그림자》
- 2012년 SBS 《옥탑방 왕세자》 - 세탁소 사장 역
- 2012년 MBC 《아랑사또전》 - 마을 사람 역
- 2013년 MBC 《백년의 유산》 - 우해유통 사장 역
- 2013년 SBS 《돈의 화신》 - 도간희 역
- 2013년 MBC 《불의 여신 정이》
- 2013년 JTBC 《그녀의 신화》 - '신화패션'의 직원 역
- 2013년 MBC 《기황후》
- 2014년 SBS 《나만의 당신》 - 윤경철 역
- 2014년~2015년 MBC 《전설의 마녀》 - 신화제과 청주공장 관계자 역
- 2015년 KBS 1TV 《징비록》
- 2015년 KBS 2TV 《별이 되어 빛나리》 - 민성찬 역
- 2015년 KBS 2TV 《장사의 신 - 객주 2015》 - 강릉 객주 역
- 2016년 SBS 《대박》
- 2017년 OCN 《보이스》
- 2017년 KBS 2TV 《그 여자의 바다》 - 황 사장 역
- 2017년 SBS 《언니는 살아있다》
- 2017년 KBS 2TV 《7일의 왕비》
- 2018년 SBS 《서른이지만 열일곱입니다》

시트콤
- 2002년 SBS 《대박가족》
- 2018년 TV조선 《너의 등짝에 스매싱》 - 가라오케 주인 역

재연극
- 1993년~1999년 MBC 《경찰청 사람들》
- 1994년~1999년 KBS 1TV 《긴급구조 119》
- 2003년 KBS 2TV 《긴급구조 119》

영화
- 1991년 《예수천당》 - 노방전도사 3 역
- 1997년 《일팔일팔》 - 광신도 역
- 1999년 《해피엔드》 - 취객 역
- 2000년 《공포 택시》 - 택시 기사 1 역
- 2001년 《감독 허치국》
- 2001년 《파이란》 - 행패남 역
- 2001년 《꽃섬》 - 양광남 역
- 2002년 《일단 뛰어》 - 조직 두목 역
- 2002년 《오버 더 레인보우》 - 경수 역
- 2002년 《샤워》 - 배 경장 역
- 2003년 《두목》 - 홍수 역
- 2004년 《귀여워》 - V-Max 가게 주인 역
- 2004년 《귀신이 산다》
- 2006년 《한반도》 - 대회의실 각료 역
- 2007년 《만남의 광장》 - 중년남 역
- 2011년 《최종병기 활》 - 호위장교 역
- 2012년 《코리아》 - 중국 해설자 역
- 2012년 《간첩》 - 대북 풍선 사회자 역
- 2013년 《미스터 고》 - 림샤오강 행동대장 역
- 2013년 《스파이》 - 중국 위장 요원 역
- 2019년 《우상》 - 중국인 사내 역

## 연극
- 《햄릿》
- 《로미오와 줄리엣》
- 《바쁘다 바뻐》